# Pernelle de Grandmesnil

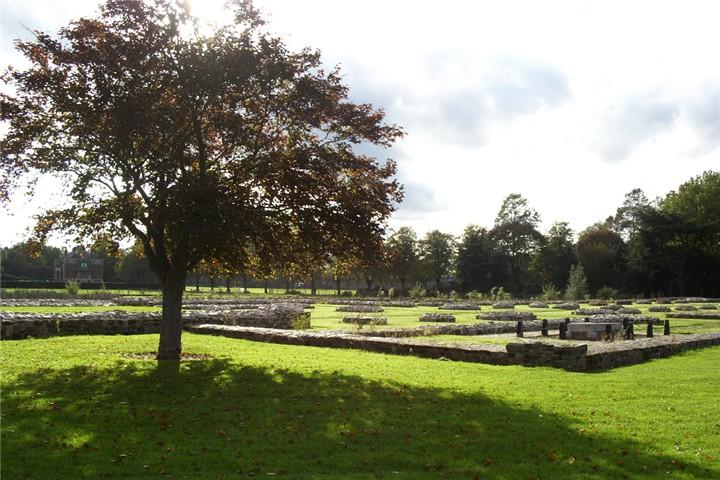
Ruines de l'abbaye Sainte-Marie de la Pré à Leicester, dont la construction du chœur fut en partie financée par Pernelle.

Pernelle ou Pétronille de Grandmesnil, née vers 1135 et morte le 1er avril 1212, est comtesse de Leicester par son mariage avec Robert III de Beaumont, dit blanche-main. Issue d'une branche cadette d'une famille de la moyenne noblesse normande, c'est une descendante possible d'un compagnon de Guillaume le Conquérant, Hugues de Grandmesnil.

## Biographie

### Pendant la révolte d'Henri le jeune
Elle est principalement connue par son action dans la révolte de 1173-1174 et par le témoignage qu'en fait un témoin direct, le chroniqueur loyaliste Jourdain Fantosme. Ce dernier l'accuse d'avoir dévoyé son jeune époux et les barons de celui-ci lors d'une assemblée, en attisant la félonie envers Henri II Plantagenêt : le comte de Leicester n'est pas en reste et son crime impardonnable, aux yeux des clercs de l'époque, est d'avoir armé sa femme de l'écu et de la lance. À la bataille de Forham, le 16 octobre 1173, ils sont tous les deux capturés par l'armée royale, et Pétronille tente de se suicider devant la défaite en se noyant dans un marais. Sauvée in extremis par Simon d'Odell, elle perd cependant ses bijoux dans l'affaire, perte qui fait le délice des commentateurs,.
« Ma dame la cuntesse ad la vie acuillie
E trova une fosse ù ele près se nie,
Enz en mi le betumei ses aneus i ublie ;
Jamès ne serrunt trovez en trestute sa vie. »
« Ma dame la comtesse emprunta ce chemin,
Et chût dans un fossé où elle se noya presque ;
Au milieu de la boue elle oublie ses anneaux,
Jamais de sa vie ils ne seront retrouvés. »
Après l'échec militaire de son époux, elle est emprisonnée puis libérée contrairement à celui-ci, qui reste en détention en Normandie jusqu'en 1177. Malgré quelques remous politiques et un pèlerinage à Jérusalem, elle perd toute influence à la cour jusqu'à l'avènement de Richard Cœur de Lion. Elle prend le veuvage vers 1190 et, après sa mort, est inhumée à l'abbaye Sainte-Marie de la Pré de Leicester.

### Descendance
Mariée au milieu des années 1150, Pernelle aurait eu entre trois et sept enfants :
- Guillaume († avant 1190) ;
- Robert de Breteuil dit FitzPernel (ou fils de Pernelle ; † vers 1204), succède à son père comme 4e comte de Leicester ;
- Roger, qui fut élu évêque de St Andrews et chancelier d'Écosse en 1189 ;
- Amicie († 1215), qui épousa Simon III de Montfort et plus tard le célèbre Guillaume II des Barres ;
- Marguerite († 1235), qui épousa le comte de Winchester Saer de Quincy ;
- Hawise/Agnès († 1197), qui devint nonne à Nuneaton ;
- Pernelle.